# Ironman Mallorca
Der Ironman Mallorca war eine von 2014 bis 2016 und in den Jahren 2021 und 2022 jährlich stattfindende Triathlon-Sportveranstaltung über die Ironman-Distanz (3,86 km Schwimmen, 180,2 km Radfahren und 42,195 km Laufen) im Nordosten der spanischen Insel Mallorca. 2021 fand eine Neuauflage dieses Rennens statt.

## Organisation
Der Ironman Mallorca mit 2500 Startplätzen wurde als neuntes Rennen in der europäischen Rennserie erstmals am 27. September 2014 in der Bucht von Alcúdia ausgetragen – vier Wochen vor dem Ironman Hawaii.
Er ist Teil der Ironman-Weltserie der World Triathlon Corporation. Profi-Triathleten, die um die 50.000 US-Dollar Preisgeld auf Mallorca kämpfen, konnten sich für die mit insgesamt 650.000 US-Dollar ausgeschriebene Ironman World Championship in Hawaii über das Kona Pro Ranking System (KPR) qualifizieren. Auf Mallorca erhielten Sieger und Siegerin je 2000 Punkte und die weiteren Platzierten eine entsprechend reduzierte Punktzahl. Zum Vergleich: Der Sieger auf Hawaii erhält 8000 Punkte, die Sieger in Frankfurt, Texas, Florianópolis, Melbourne und Port Elizabeth jeweils 4000, bei den übrigen Ironman-Rennen entweder 1000 oder 2000 Punkte.
Seit 2011 wird ebenfalls in Alcúdia von der WTC ein Wettbewerb über die halbe Ironman-Distanz jährlich im Mai auf der Baleareninsel ausgetragen: Der Ironman 70.3 Mallorca (1,9 km Schwimmen, 90 km Radfahren und 21,1 km Laufen) war 2014 mit 3800 gemeldeten Startern weltweit das größte Ironman 70.3-Rennen.

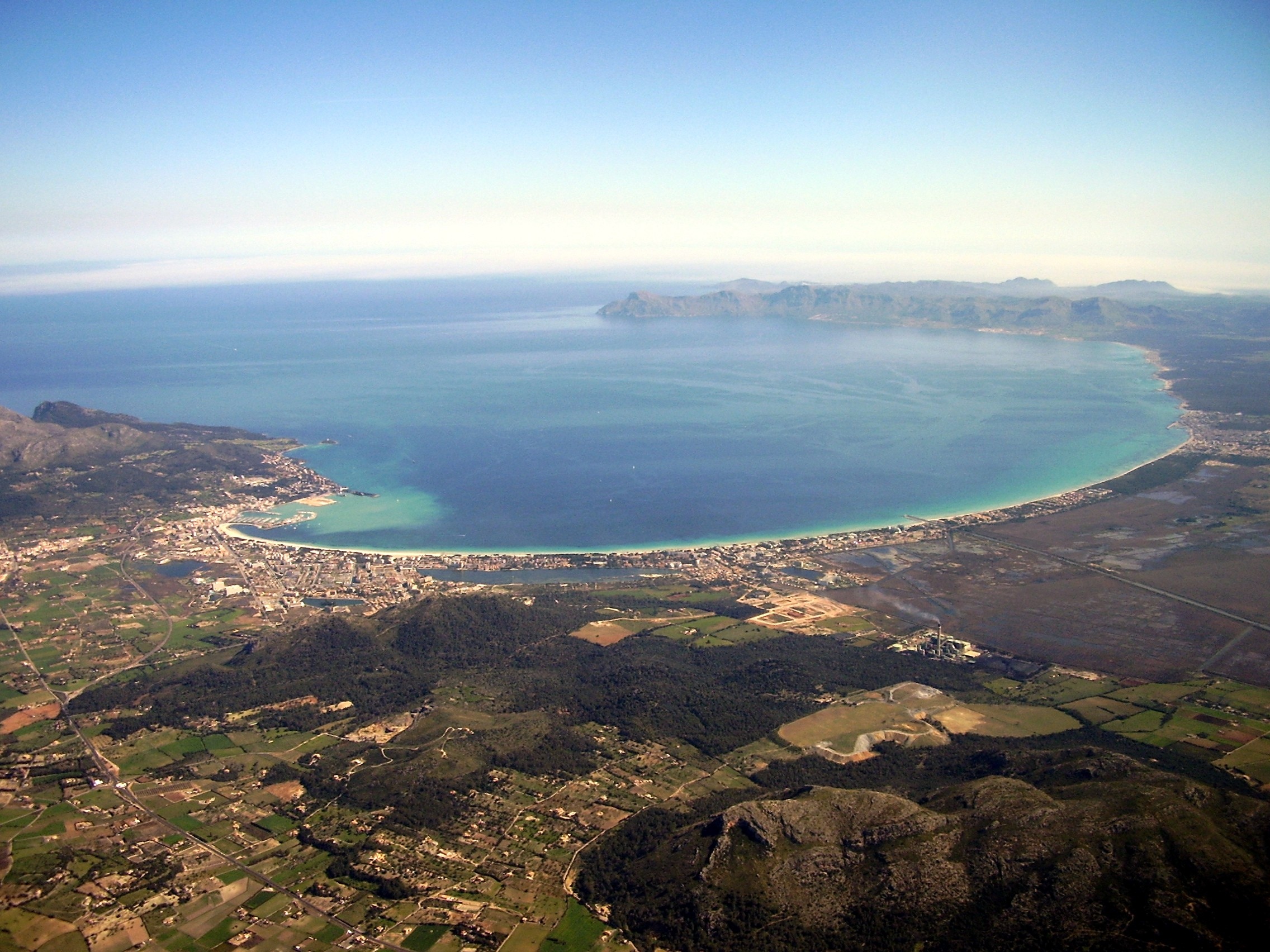
Bucht von Alcúdia

2015 gab es bei der zweiten Austragung sowohl bei den Herren als auch bei den Damen einen neuen Streckenrekord und deutsche Sieger: Timo Bracht lief nach 8:17:22 Stunden als Erster über die Ziellinie und Daniela Sämmler erreichte nach 9:23:19 Stunden das Ziel. Die Radstrecke war gegenüber dem Jahr zuvor leicht verändert worden. Amateure konnten sich 2015 hier über fünfzig auf die einzelnen Altersklassen verteilte Qualifikationsplätze für die Ironman World Championship in Kailua-Kona qualifizieren.
2016 wurden auf Mallorca nur noch vierzig Startplätze für Hawaii (Slots) vergeben.
Für 2017 wurde keine Austragung angekündigt und das Rennen aus dem Rennkalender genommen. Als Grund wird angeführt, dass die Gemeinde Alcúdia nicht bereit war, die geforderten 350.000 Euro an den Veranstalter zu zahlen.
Nach fünf Jahren Pause aber kehrte das Rennen zurück auf die Insel: Das ursprünglich für den 15. Mai 2021 geplante Rennen wurde aufgrund der Corona-Pandemie auf den 16. Oktober 2021 verschoben.
2022 wurde der Ironman Mallorca zusammen mit dem Ironman 70.3 Mallorca in Alcúdia am Wochenende des 7. Mai 2022 ausgetragen. Es wurde keine Verlängerung dieses Rennen angekündigt.

## Streckenführung
- Der Start zum Schwimmen am Strand beim Hafen von Alcúdia erfolgte als Landstart in drei Startgruppen; zuerst starteten die männlichen Profi-Triathleten und zwei Minuten später die weiblichen. Weitere fünf Minuten später starteten die Amateure, die 2015 erstmals in einem Rolling Start den Wettkampf beginnen. Hierzu stellen sich die Amateure in sechs Boxen nach der von ihnen erwarteten Schwimmzeit auf. Die Athleten erhalten dann jeweils einzeln die Startfreigabe, so dass sich der gesamte Startzeitraum über ca. 15 min hinzieht. Die individuelle Wettkampfzeit wird mittels Transpondern und zu überlaufender Zeitnahmematten gemessen. Vorteil dieser Maßnahme ist, dass hierdurch die Teilnehmer frühzeitig entzerrt werden und so eine Pulk-Bildung auf der Radstrecke vermieden wird. Nachteil ist, dass aus der Reihenfolge des Zieleinlaufs nicht auf die Reihenfolge in der Wertung geschlossen werden kann.[6]

Die Schwimmstrecke von 3,86 km Länge verlief in Form zweier im Uhrzeigersinn zu umschwimmender langgezogener Rechtecke mit einem kurzen Landgang nach etwa der Hälfte der Strecke.
- Die Radstrecke über 180 km erstreckte sich über eine Runde zunächst an der Bucht von Alcúdia entlang Richtung Osten, nach 20 km dann Richtung Süden ins Landesinnere nach Manacor, dann wieder über Santa Margalida zur Bucht von Alcúdia und über Sa Pobla wieder zurück nach Alcúdia. Der zweite Teil der Radstrecke führt dann an der Bucht von Pollença entlang durch Port de Pollença und Pollença hindurch in die Berge, wo bei km 130 rund 600 m über dem Meeresspiegel der höchste Punkt der Strecke passiert wird. Über Campanet und Muro wird erneut Sa Pobla erreicht und der Streckenabschnitt zwischen Sa Pobla und Alcúdia wird dann zum zweiten Mal passiert. Das Höhenprofil enthielt nach Veranstalterangaben insgesamt 1427 Höhenmeter. Das Fahren im Windschatten war hier wie bei allen Ironman-Rennen auf der Radstrecke verboten und es war ein Abstand von zehn Meter zum vorausfahrenden Athleten einzuhalten. Verstöße wurden mit einer Zeitstrafe von vier Minuten geahndet und hierzu gab es zwei Penaltyzelte auf der Radstrecke.
- Die flache Laufstrecke über 42,195 km erstreckte sich über viereinhalb Runden mit mehreren Wendepunkten entlang der Hauptstraße Carretera d'Arta sowie der Strandpromenade von Alcúdia.

## Siegerliste
| N ° | Datum/Jahr    | Männer              | Männer               | Männer               | Frauen           | Frauen             | Frauen              |
| N ° | Datum/Jahr    | Erster Platz        | Zweiter Platz        | Dritter Platz        | Erster Platz     | Zweiter Platz      | Dritter Platz       |
| --- | ------------- | ------------------- | -------------------- | -------------------- | ---------------- | ------------------ | ------------------- |
| 5   | 7. Mai 2022   | Pim Van Diemen      | Timmo Jeret          | Miao Hao             | Jamie Albert     | Carolina Granfors  | Katrine Brock       |
| 4   | 16. Okt. 2021 | Léon Chevalier (SR) | Florian Angert       | Cameron Wurf         | Ruth Astle (SR)  | Justine Mathieux   | Kristin Liepold     |
| 3   | 24. Sep. 2016 | Carlos López Díaz   | Markus Fachbach      | Gustavo Rodríguez    | Jocelyn McCauley | Maja Stage Nielsen | Tineke Van den Berg |
| 2   | 26. Sep. 2015 | Timo Bracht         | James Cunnama        | Alessandro Degasperi | Daniela Sämmler  | Emma-Kate Lidbury  | Alexandra Tondeur   |
| 1   | 27. Sep. 2014 | Tim Don             | Miguel Ángel Fidalgo | Mike Aigroz          | Eimear Mullan    | Dede Griesbauer    | Astrid Ganzow       |